# Schloss Starnberg

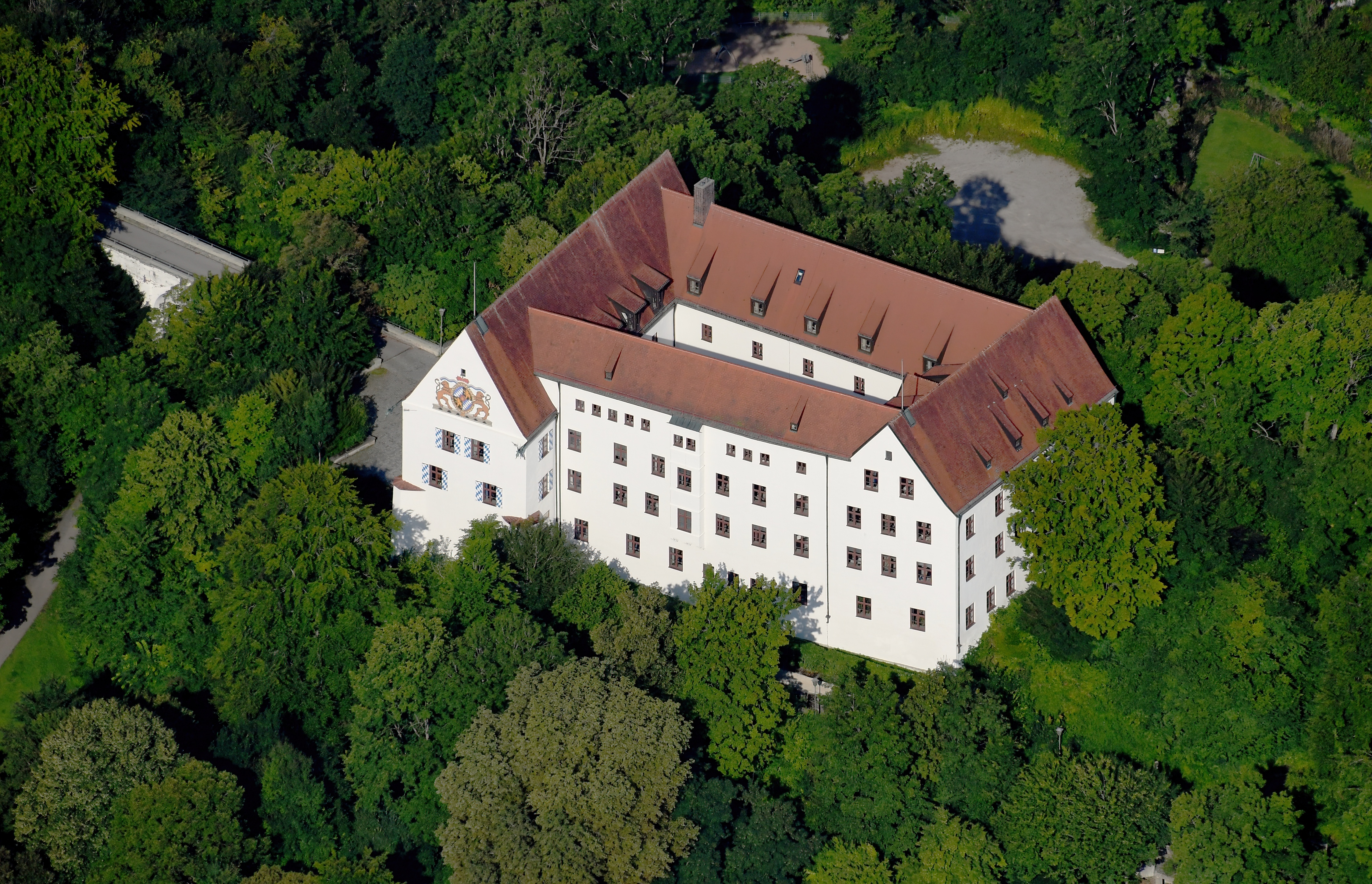
Schloss Starnberg von Osten

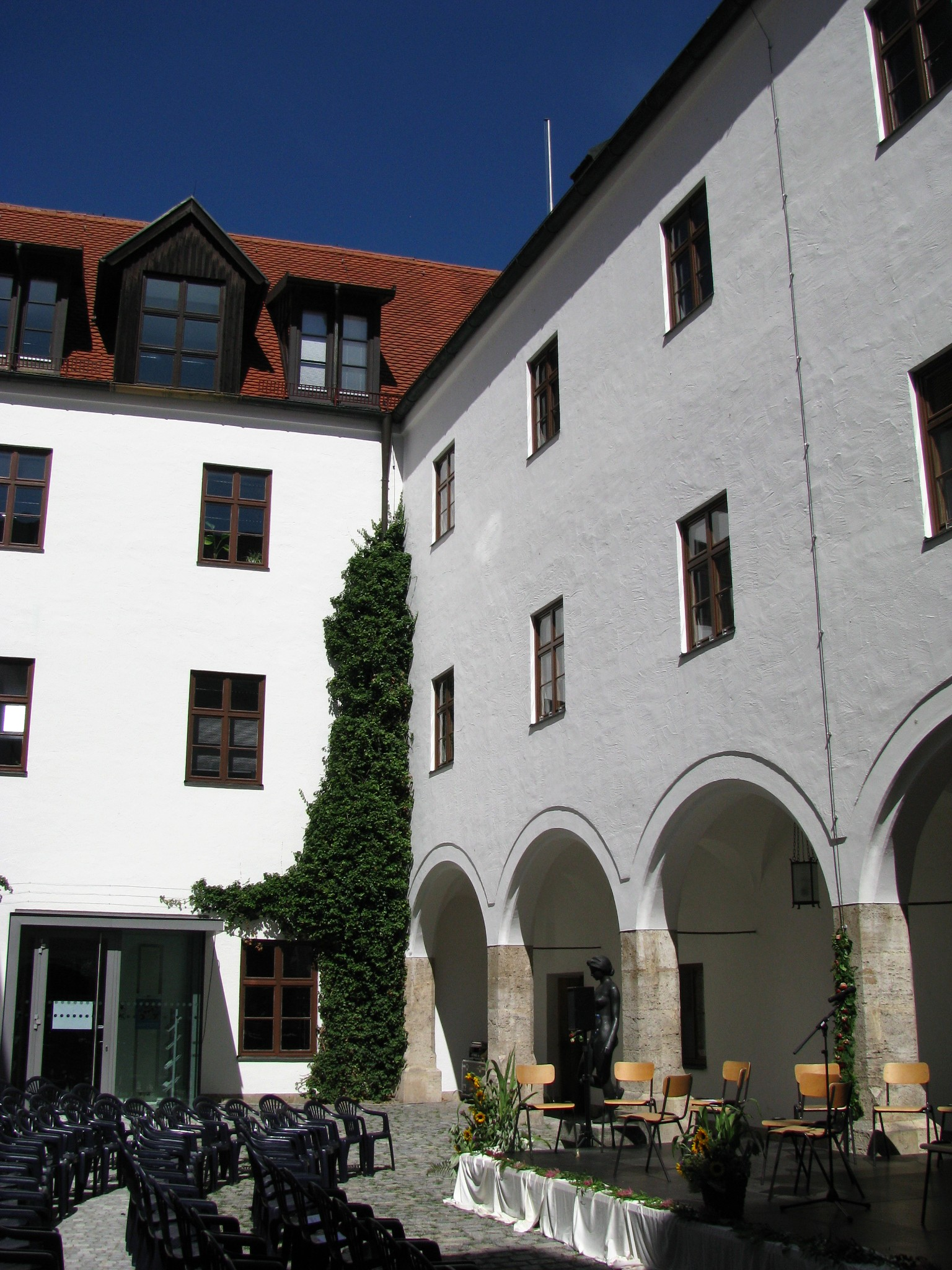
Innenhof

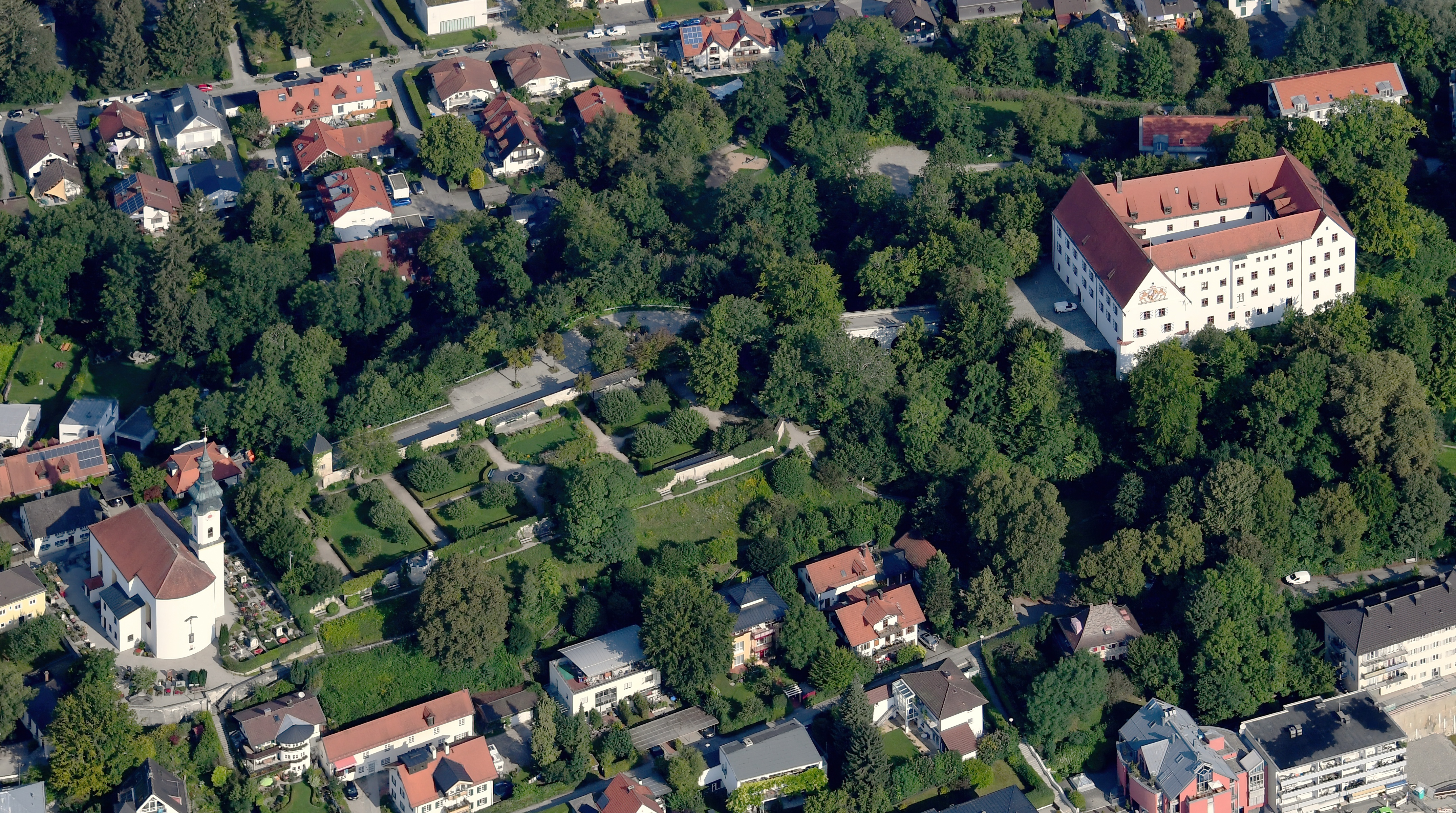
Schloss und Schlossgarten

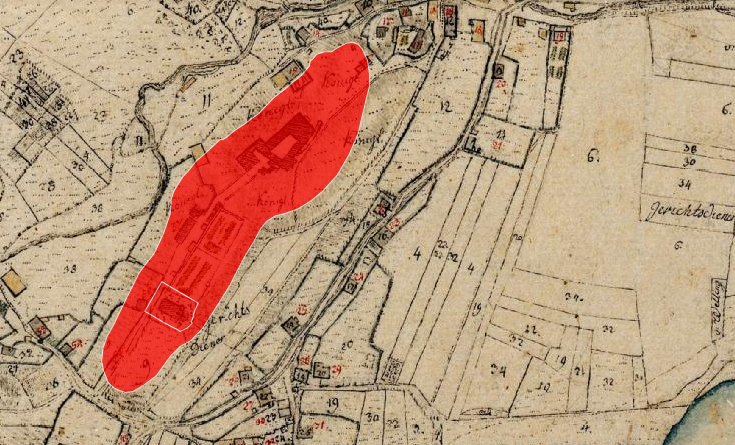
Lageplan von Schloss Starnberg auf dem Urkataster von Bayern

Das Schloss Starnberg entstand in der frühen Neuzeit durch den Umbau der hochmittelalterlichen Burganlage von Starnberg im Landkreis Starnberg von Oberbayern. Der Vierflügelbau mit Steilgiebeln liegt weithin sichtbar auf einer langgestreckten Moränenzunge über dem Ort und dem Starnberger See. Die Anlage dient heute als Dienstgebäude des Finanzamts Starnberg. Der frei zugängliche Schlossgarten ist seit 1979 wieder barock gestaltet.
Die Anlage ist unter der Aktennummer D-1-88-139-48 als denkmalgeschütztes Baudenkmal von Starnberg verzeichnet. Ebenso wird sie als Bodendenkmal unter der Aktennummer D-1-7934-0290 im Bayernatlas als „untertägige mittelalterliche und frühneuzeitliche Befunde im Bereich von Schloss Starnberg und seiner Vorgängerbauten mit zugehörigen Gartenanlagen“ geführt.

## Geschichte
Die Burggründung wird den Grafen von Andechs-Meranien zugesprochen und auf das 11. Jahrhundert datiert. Als Wehranlage ist die Burg aufgrund der strategischen Lage aber vermutlich älter. Urkundlich erwähnt wird das Schloss Starnberg erstmals im Jahr 1244 als „Starnberch Castrum“. Die hochmittelalterliche Veste entstand möglicherweise als Gegenburg zur nahen Karlsburg der Wittelsbacher, die sich als Burgstall einige Kilometer nördlich über dem Mühltal bei Leutstetten erhalten hat.
Die Grafen von Andechs besetzten die Starnberger Burg mit Burgmannen und Ministerialen. Bereits 1208 erscheint ein Wernher Miles de Starnberk in einer Urkunde.
Nach dem Tod des letzten Andechsers (1248) übernahmen die Wittelsbacher die Burg. Ob die Herzöge von Bayern die Dienstleute der Andechser Grafen in ihre Gefolgschaft aufnahmen oder durch eigene, loyale Dienstmannen ersetzten, ist nicht überliefert. Die Herzöge integrierten die Herrschaft Starnberg anschließend in ihre Verwaltungs- und Gerichtsorganisation. Anfangs war Starnberg dem Gericht Pähl bzw. Weilheim zugeordnet. 1346 erscheinen erstmals eigene Richter zu Starnberg in den Quellen. Als erster Pfleger des Gerichts Starnberg ist 1365 Heinrich der Küchenmeister nachweisbar.
Der spätere Herzog Ernst überschrieb die Burg 1395 seiner zukünftigen Gemahlin Elisabeth Visconti als Morgengabe. Die Fürstin hatte ihrem Ehemann 75 000 Gulden Mitgift aus Mailand mitgebracht.
1541 erfolgte unter Herzog Wilhelm IV. der Abbruch der mittelalterlichen Burg und die Neugestaltung eines Wohn- und Wehrbaus im Renaissance-Stil. Unter Herzog Albrecht V. begann die Umfunktionierung zum Lustschloss und zur Sommerresidenz. 1643 erstürmten die Schweden das Schloss und zerstörten es teilweise. Unter Kurfürst Ferdinand Maria war das Schloss eine wichtige Sommerresidenz, so schwamm ab 1663 auch das nach venezianischem Vorbild von Santurini gebaute Prunkschiff Bucentaur auf dem Starnberger See.

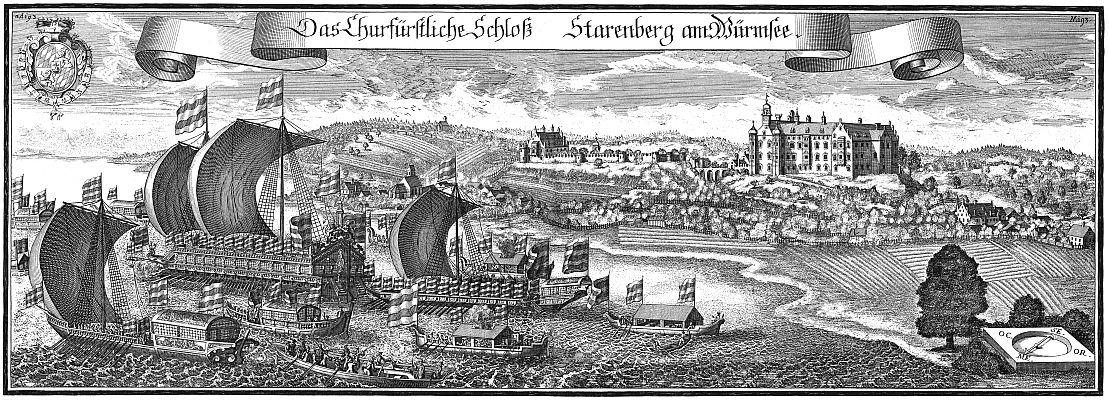
Kupferstich von Michael Wening Schloss Starnberg mit dem Prunkschiff Bucentaurus in der Topographia Bavariae um 1700

1734 wurde ein großer Teil des inzwischen barockisierten Schlosses durch Brand zerstört, die verbliebenen Gebäude verfielen langsam. Ab 1803 wurde das Schloss als Dienstgebäude des Landgerichts, des Rentamts und des Forstamts genutzt. 1969 bis 1972 wurde das Schloss völlig entkernt und umgebaut. 2001 erfolgte der Umbau des historischen Säulensaales zum neuen Servicezentrum des Finanzamts.